# Gårdsjön (Flens socken, Södermanland)
Gårdsjön är en sjö i Flens kommun i Södermanland och ingår i Nyköpingsåns huvudavrinningsområde. Sjön har en area på 0,699 kvadratkilometer och ligger 25,1 meter över havet. Sjön avvattnas av vattendraget Hedenlundaån.

## Delavrinningsområde
Gårdsjön ingår i det delavrinningsområde (654796-154424) som SMHI kallar för Utloppet av Gårdsjön. Medelhöjden är 40 meter över havet och ytan är 8,96 kvadratkilometer. Räknas de 20 avrinningsområdena uppströms in blir den ackumulerade arean 176,02 kvadratkilometer. Hedenlundaån som avvattnar avrinningsområdet har biflödesordning 3, vilket innebär att vattnet flödar genom totalt 3 vattendrag innan det når havet efter 65 kilometer. Avrinningsområdet består mestadels av skog (32 procent). Avrinningsområdet har 0,92 kvadratkilometer vattenytor vilket ger det en sjöprocent på 10,3 procent. Bebyggelsen i området täcker en yta av 3,43 kvadratkilometer eller 38 procent av avrinningsområdet.